# Nouvelle Gauche (Parti socialiste)
Pour les articles homonymes, voir Nouvelle Gauche socialiste et Nouvelle gauche (homonymie).

Logo

Nouvelle Gauche est un ancien courant du Mouvement des jeunes socialistes français et une sensibilité du Parti socialiste au sein du courant Nouveau Parti socialiste (NPS) menée par Benoît Hamon. Il a fusionné au MJS avec Alternative socialiste au sein de Transformer à gauche.

## Histoire
Nouvelle Gauche est créé en 1993 par Benoît Hamon et Jean-Patrick Gille lorsque le MJS devient autonome du Parti socialiste alors dirigé par Michel Rocard. Les partisans de Nouvelle Gauche sont ainsi longtemps étiquetés « Rocardiens » ou « chrétiens de gauche », puis proches de Martine Aubry.
L’identité politique des militants de Nouvelle Gauche se forge dans les combats politiques et électoraux des années 1990, en particulier dans l’animation des mouvements et des mobilisations de la jeunesse : révision de la loi Falloux et CIP sous le gouvernement Balladur, mouvements étudiants et lycéens de 1995 et 1998, lutte contre le Front national, abrogation des lois Pasqua-Debré, et Chevènement ou reprise des essais nucléaires par Jacques Chirac.
En 2005, les deux principaux courants du Mouvement des jeunes socialistes, Nouvelle Gauche et Alternative socialiste, passent un accord de majorité et fusionnent pour créer le nouveau courant Transformer à gauche. Depuis le congrès de Toulouse, les tensions internes sont récurrentes entre ceux qui se revendiquent d'Alternative socialiste, proche de Pouria Amirshahi et d'Emmanuel Maurel et ceux d'une partie de Nouvelle Gauche, proches de Razzy Hammadi.

## Prises de positions
Nouvelle Gauche se positionne dès sa création pour la nécessité d'une relation forte entre les différentes sphères de militantisme de gauche (parti, syndicat, mutualité, association) afin de mettre en commun leurs expériences respectives dans une perspective de transformation sociale. Le mouvement Nouvelle Gauche s'inspire également grandement de la pensée développée par Michel Rocard, principal porte-parole de cette aile du parti socialiste dans les années 1970-1980. La pensée rocardienne peut être qualifiée de sociale-libérale puisqu'elle essaye de concilier contraintes économiques et ambitions sociales. 
Dans les années 1988-1989, Michel Rocard écrit un certain nombre de textes et prononce un certain nombre de discours qui dépeignent la modernisation de l'État et de la société comme une priorité absolue. Du point de vue de la modernisation de l'État, il montre notamment le besoin d'une réflexion et d'une action sur les conditions et l'organisation du travail, la formation et la qualification. La simplification de l'administration est également un élément nécessaire au processus de modernisation. Selon Michel Rocard, le service public est un problème global pour l'État et c'est pour cela que sa modernisation est une priorité pour son gouvernement. Cette modernisation sociétale peut uniquement se faire si une action est effectuée sur une grande majorité des secteurs composant la société. Ainsi, dans ses discours prononcés en 1988-1989, il étend son propos au plus de domaines possibles, multipliant les pistes de solutions afin de remédier aux problèmes que ces derniers connaissent. 
En ce qui concerne les inégalités, elles sont nombreuses et, si celles de revenus dominent la pensée publique, il ne faut cependant pas oublier celles de santé, de l'espace et du logement ou encore celles de patrimoine qui sont tout autant importantes dans la société. Michel Rocard envisage également une réflexion sur les droits des femmes dans leur vie privée (résolution des problèmes liés à l'IAD, la FIV, …), leur vie professionnelle (amélioration de l'insertion des femmes et de leurs conditions de travail…) et leur vie militante (insertion des femmes dans le milieu politique…). 
Au niveau environnemental, sa pensée se développe dans une période de prise de conscience mondiale du futur problème posé par l'environnement : il recommande donc de s'en occuper de manière globale et de ne pas laisser les pays en voie de développement reproduire les erreurs que les pays développés ont faites lors de la Révolution industrielle. Le développement social des quartiers cherche à réhabiliter les logements et le cadre de vie ainsi qu'à favoriser la vie sociale. Les villes doivent devenir le moteur du développement économique et social. 
Dans le domaine de l'immigration, limiter l'afflux des migrants en France est, pour Michel Rocard, une nécessité parce que le pays ne peut accueillir tous ceux que la misère pousse vers lui. Pour lui, il ne faut pas seulement agir sur les effets mais également sur les causes. De son point de vue, il faut exercer une répression des employeurs d'immigrés clandestins, renforcer le contrôle aux frontières et aider au développement du Tiers-monde. 
À propos de l'éducation, l'allongement des études induit une réaction de la part de l'État afin de pallier les problèmes qu'il engendre. C'est pour cela que la réduction des effectifs des classes et l'augmentation du nombre des professeurs est indispensable pour Michel Rocard. Au sujet de la formation professionnelle, il propose la mise en place durable du crédit formation, soit le fait de reconnaître à chacun le droit à une formation continue au cours de sa vie active. Quant à la recherche, elle doit être considérée comme un investissement prioritaire sur le long terme puisqu'elle vise à assurer le meilleur développement possible des ressources de la nation et à en tirer le meilleur parti possible. 
Enfin, en ce qui concerne le monde entrepreneurial, modernisation des entreprises et modernisation sociale sont liées selon lui puisque les salariés et leurs représentants sont essentiels au processus de modernisation. De plus, l'arrivée des nouvelles technologies dans les entreprises nécessite une réflexion sur les modifications à apporter sur l'organisation et le contenu du travail. Enfin, il souhaite pour les entreprises une gestion rigoureuse, une modernisation négociée et un renforcement de l'appareil productif. 
L'analyse des causes de la défaite du Parti socialiste, lors du premier tour du 21 avril 2002, accélère une certaine radicalisation des positions politiques du groupe et la rupture avec la majorité du Parti socialiste, notamment sur les questions sociale, européenne et de réforme du PS. Sous l’impulsion de son leader Benoît Hamon, Nouvelle Gauche participe à la fondation du courant Nouveau Parti socialiste, aux côtés d'Arnaud Montebourg et de Vincent Peillon. Lors du Congrès du Mans, Nouvelle Gauche se positionne au sein du NPS pour la synthèse avec la motion de François Hollande. 
Pour l'investiture socialiste de l'élection présidentielle de 2007, après avoir lancé un appel à la candidature de François Hollande, Benoît Hamon soutient Laurent Fabius.